# Groote Brekken
De Groote Brekken (Fries en officieel: Grutte Brekken) of Lemster Brekken is een meer in de gemeente De Friese Meren in de provincie Friesland (Nederland).

## Beschrijving
De Groote Brekken is een langgerekt meer, gelegen tussen Lemmer en Spannenburg. Het meer heet Groote Brekken omdat er ook een Kleine Brekken was vroeger, maar die is ingepolderd.
Via het Prinses Margrietkanaal, wat door het meer loopt, staat de Groote Brekken in verbinding met het IJsselmeer via de Prinses Margrietsluis. En in het noorden verbindt dit kanaal de Groote Brekken met het Koevordermeer. Verder is er via de Follegasloot een verbinding met het Tjeukemeer.